# Ninox natalis
Ninox natalis (лат.) — вид птиц из рода иглоногих сов. Обитает только на острове Рождества (Австралия), в частности, в его единственном национальном парке, занимающем 64 % площади острова. Очень близкий родственник иглоногой совы: признана самостоятельным видом только в 1998 году после исследования ДНК. Впервые описана натуралистом Джозефом Джексоном Листером в 1889 году. По терминологии Международного союза охраны природы относится к «уязвимым видам».

## Описание
Птица размером 26—29 см, окрас рыже-коричневый, цвет лица тёмно-каштановый, брови, уздечки и горло беловатые, глаза и лапы жёлтые. Вес 130—190 грамм, причём самка немного крупнее самца.
Птица издаёт сдвоенный крик бу-бук, из-за чего в англоязычной орнитологии имеет общепринятое название Christmas boobook.
Наблюдения 1995 года выявили около 560 пар Ninox natalis, 2004 года — около 500, 2011 года — ещё меньше.
Основной рацион Ninox natalis составляют средние и крупные насекомые: жуки, сверчки, чешуекрылые, а также американские тараканы, интродуцированные когда-то на остров. Кроме того эти совы охотятся и на позвоночных: птиц Zosterops natalis, гекконов Hemidactylus frenatus, чёрных крыс.
Хозяйственная деятельность людей представляет для Ninox natalis большие неудобства, кроме того у этих сов есть естественные враги: жёлтые сумасшедшие муравьи, кошки и те же чёрные крысы.